# 1710 Gothard
1710 Gothard este un asteroid din centura principală, descoperit pe 20 octombrie 1941, de György Kulin.